# 이용우 (배우)
이용우(1981년 4월 15일 ~ )는 대한민국의 배우 겸 현대무용가이다.

## 학력
- 한국예술종합학교 무용과

### 드라마
- 2009년 SBS 주말 미니시리즈 《스타일》 - 김민준 역
- 2011년 KBS2 단막극 《KBS 드라마 스페셜 - 남자가 운다》 - 성구 역
- 2011년 SBS 월화 특별기획 드라마 《무사 백동수》 - 겐조 역
- 2011년 tvN 월화 특별기획 드라마 《버디버디》 - 존 리 역
- 2012년 tvN 수목 미니시리즈 《일년에 열두남자》 - 이준 역
- 2012년 SBS 월화 미니시리즈 《추적자 THE CHASER》 - PK준(박기준) 역 (특별출연)
- 2015년 JTBC 금토 미니시리즈 《라스트》 - 강세훈 / 곽흥수 역
- 2019년 OCN 주말 미니시리즈 《보이스 3》 - 후지야마 코이치 / 와이어 슌 역
- 2019년 TV조선 일요 미니시리즈 《레버리지: 사기조작단》 - 유령 역
- 2019년 SBS 금토 미니시리즈 《스토브리그》 - 길창주 역
- 2023년 JTBC 주말 미니시리즈 《힘쎈여자 강남순》

### 영화
- 2011년 영화 《마이 블랙 미니드레스》 - 석원 역
- 2014년 영화 《그댄 나의 뱀파이어》 - 스파이 역

### 뮤지컬, 연극
- 2010년 《Tune : 조율》
- 2011년 《아가씨와 건달들》 - 스카이 역
- 2013년 《레플리카》

### 뮤직비디오
- 2009년 화요비 - 반쪽
- 2010년 허니듀 - 바보 같아
- 2010년 마이티 마우스 - 사랑이 올까요 (Feat. 백지영)
- 2018년 BoA - ONE SHOT, TWO SHOT

### 방송
- 《댄싱 9 시즌 1》 (Mnet, 2013년)
- 《댄싱 9 시즌 2》 (Mnet, 2014년)
- 《댄싱 9 시즌 3》 (Mnet, 2015년)

## CF
- 2004년 팬택 스카이
- 2005년 한국마스타푸드 스니커즈
- 2006년 동아제약 에너젠
- 2006년 KTF 팝업
- 2007년 남광토건
- 2007년~2008년 LG전자 싸이언
- 2008년 한국지엠 젠트라X
- 2009년 비씨카드
- 2010년~2011년 아모레퍼시픽 미쟝센

## 수상
- 2002년 제32회 동아무용콩쿠르 현대무용 남자일반부 수상
- 2009년 SBS 연기대상 뉴스타상